# Pseudomyrmex reconditus
Pseudomyrmex reconditus är en myrart som beskrevs av Ward 1993. Pseudomyrmex reconditus ingår i släktet Pseudomyrmex och familjen myror. Inga underarter finns listade i Catalogue of Life.